# 실리 (밴드)

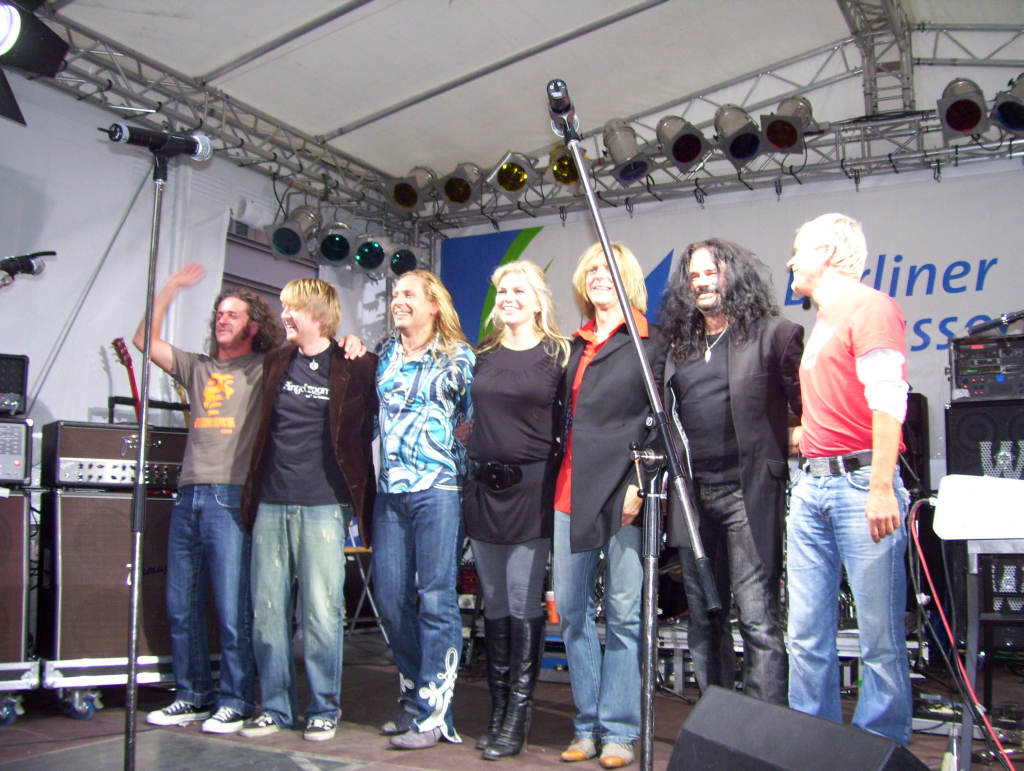

실리(Silly)는 독일의 록 밴드이다. 1977년 동독에서 결성된 실리는 동독에서 가장 인기 있는 음악 단체 중 하나였으며, 카리스마 넘치는 리드 싱어 타마라 단츠(Tamara Danz)로 잘 알려져 있었다. 1996년 그녀의 죽음으로 18년 만에 밴드의 녹음 경력이 끝났다. 2005년에 살아남은 멤버들은 단츠를 대신할 여배우 아나 로스(Anna Loos)를 선택하기 전에 처음에는 여러 게스트 가수와 함께 실리로 다시 공연하기 시작했다. 새로운 라인업이 포함된 첫 번째 앨범인 "Alles Rot"은 현재까지 밴드의 가장 성공적인 앨범이 되었으며, 2010년 독일 차트에서 3위에 올랐다.